# Molophilus (Molophilus) subvinnulus
Molophilus (Molophilus) subvinnulus is een tweevleugelige uit de familie steltmuggen (Limoniidae). De soort komt voor in het Australaziatisch gebied.